# Lichnov (powiat Nowy Jiczyn)
Lichnov (niem. Lichnau) – gmina w Czechach, w powiecie Nowy Jiczyn, w kraju morawsko-śląskim, nad rzeką Lubiną, prawym dopływem Odry. Według danych z dnia 1 stycznia 2012 liczyła 1476 mieszkańców.
Wieś została lokowana w 1293.
Zobacz też:
- Lichnov